# Хайле Фида
Хайле Фида (амх. ኃይሌ ፊዳ, оромо Haaylee Fidaa, ок. 4 апреля 1939 — ок. 4 апреля 1979) — эфиопский политик, лидер Всеэфиопского социалистического движения (известного как «МЕЙСОН», по амхарскому сокращению መኢሶን). Членов партии даже называли нередко по его имени «фидаистами». Представитель выходцев из эфиопского студенческого движения в эмиграции, игравших важную роль в жизни страны во время Эфиопской революции. Его самым значительным достижением считалась разработка Программы национально-демократической революции от имени Временного военно-административного совета (ДЕРГ), но в итоге он сам пал жертвой террора этого правительства. Помимо политической деятельности, составил альтернативный вариант письменности оромо на основе латиницы.

## Ранние годы
Хайле Фида родился в Арджо (Эфиопия) и вырос в городе Нэкэмте. Учась на магистра социологии и социальной антропологии во Франции в начале 1960-х годов, усвоил марксистскую идеологию в модификации, которая была ближе к советской версии, чем к «новым левым». Рене Лефорт утверждает, что он был попутчиком Французской коммунистической партии. Поступил в аспирантуру с целью получить степень доктора философии в Университетском институте Франции. В эмиграции был среди основателей Всеэфиопского социалистического движения в 1968 году.
Он вернулся в Эфиопию вскоре после начала Эфиопской революции в районе 1975 году, откликнувшись на призыв ДЕРГ ко всем образованным эфиопам вернуться домой, чтобы помочь модернизировать страну. Совместно с Нэгэде Гобэзе, который также учился за границей во Франции, он открыл недалеко от кампуса Университета Хайле Селассие (ныне Аддис-Абебский университет) «Прогрессивный книжный магазин», который сделал основные тексты марксизма-ленинизма доступными для эфиопов. «Магазин», как описывают американские авторы Оттауи, был «ветхим старым домом, переполненным студентами, и каждая новая партия книг немедленно распродавалась».

## Политическая карьера
Вскоре он привлёк внимание не только военных из ДЕРГ, которым требовались как гражданские сторонники, так и советники по марксистско-ленинской теории, но и непосредственно ведущего члена хунты Менгисту Хайле Мариама. В декабре 1975 года по инициативе ДЕРГ с привлечением гражданских радикалов тайно было создано неофициальное политическое бюро, которому поручалось осуществить меры по формированию правящей прогрессивной партии — Временное управление по делам массовых организаций (POMOA), и Хайле Фида был назначен его председателем.
Целью POMOA было не только заручиться поддержкой широкой общественности, но и сплотить остальных граждан левых взглядов. Будучи председателем POMOA, Хайле Фида разработал Программу национально-демократической революции — документ, который заменил патриотический, но расплывчатый девиз Itiopiya Tikdem («Эфиопия прежде всего»), изначально использовавшийся в качестве руководящих принципов новых властей, на социалистическое видение Эфиопии в маоистском духе.
Программой провозглашалось, что опираясь на революционный союз пролетариата, крестьянства и прогрессивной мелкой буржуазии, триада феодализма, империализма и бюрократического капитализма будет уничтожена и в конечном итоге будет создана Народно-Демократическая Республика Эфиопия. Менгисту объявил о принятии Программы национально-демократической революции на массовой демонстрации 20 апреля 1976 года.
Однако POMOA не удалось наладить связь с гражданской оппозицией. Многие стали поддерживать главного конкурента «фидаистов» на левом фланге — другую марксистскую силу, Эфиопскую народно-революционную партию (ЭНРП), значительно увеличив её численность и влияние. В то время как Хайле Фида и МЕЙСОН «критически поддерживали» военный режим ДЕРГ, ЭНРП практически сразу выступила против него, обвиняя его в подавлении народного движения, «предательстве революции», «попрании демократии» и «скатывании к фашизму»; единственно правильной социалистической линией, по мнению ЭНРП, было продолжение борьбы за истинно народное правительство против репрессивной диктатуры ДЕРГ.

Несмотря на острые разногласия по поводу того, какую роль должна играть ДЕРГ в управлении Эфиопской революцией, и МЕЙСОН, и ЭНРП «опубликовали поразительно похожие программы». По словам американских исследователей, которые были свидетелями этих дебатов, «большинство эфиопов, даже образованных», были в замешательстве:
Вся интеллигенция Эфиопии была вынуждена погрузиться в марксизм-ленинизм, независимо от того, верили ли в него отдельные лица или нет. Авторы встречались с профессорами эфиопских университетов, которые были совершенно сбиты с толку политическими дискуссиями и должны были рыться в классиках в поисках просветления. Студенты третьего и четвертого курсов университетов снабжали нас превосходными дословными переводами статей в Addis Zemen и подпольных памфлетов, а затем признавались, что они мало чего смыслили, о чём же на самом деле шла речь в этих дебатах. Даже ответственные за переводы в Эфиопском информационном агентстве признавали, что не всегда могли уловить смысл более теоретических правительственных заявлений, исходящих от Политбюро.
Тем временем Хайле Фида укреплял свои связи с ДЕРГ. В августе 1975 года он присоединился к Сисаю Хапте, председателю политического комитета ДЕРГ, в переговорах с шестью арабскими странами по поводу обострившихся проблем вокруг Эритреи.

## «Красный террор» и гибель
Не имея возможности победить друг друга словесно, противоборствующие группы прибегли к насилию. Одним из первых жертв в рабочем движении стал Теодрос Бекеле, член МЕЙСОН и лидер Всеэфиопского профсоюза, убитый 25 февраля 1977 года. В ответ на убийство функционеров режима ДЕРГ Менгисту провозгласил начало «Красного террора», во время первого витка которого, закончившегося разгромом ЭНРП, погибли сотни людей; немногие выжившие бежали из Аддис-Абебы в горы Асимба.
Несмотря на уход ЭНРП, Хайле Фида и МЕЙСОН не смогли утвердиться в роли политического авангарда. 10 июля 1976 года провалился переворот с целью смещения Менгисту, а Сисай Хапте, который был главным связующим звеном ДЕРГ с гражданскими левыми, был казнен три дня спустя вместе с по крайней мере 17 своими сообщниками. Затем, ближе к концу 1976 года, между Менгисту и МЕЙСОН обострились противоречия, после чего Менгисту начал систематически заменять всех членов этой партии в правительстве. Напряженность возросла, когда 11 марта 1977 года в результате перестановок в правительстве МЕЙСОН не смог занять ни одной должности. Затем, 14 июля, у партии было отобрано руководство POMOA.
Хайле Фида и остальные члены МЕЙСОН понимали, что следующий удар будет кровавым, и действовали первыми: 19 августа ведущие деятели и около 500 других членов партии ушли в подполье. Пять дней спустя Менгисту осудил партию в своей речи. 26 августа Хайле Фида, попытавшийся бежать из столицы в свою родную провинцию Уоллега, и несколько других лидеров были схвачены за пределами Аддис-Абебы и заключены под стражу в Олд-Гебби, где ДЕРГ разместил свою штаб-квартиру. Ряд других лидеров МЕЙСОН были убиты либо на месте, либо в ходе последующих перестрелок. Только Нэгэде Гобэзе удалось спастись от ДЕРГ и найти убежище в Йемене. После казни 11 ноября главного покровителя МЕЙСОН — подполковника Атнафу Аббате — началось методичное уничтожение членов и этой организации.
Хайле Фида оставался в тюрьме некоторое время, пока, наконец, не был казнён; обстоятельства его заключения неясны, но Андаргачев Тирунех утверждает, что он был убит через два года после ареста, в 1979 году. Практически одновременно с Хайле был расстрелян его противник по левому флангу — генсек ЭНРП Берханемескель Реда.

## Избранные произведения
- Языки в Эфиопии: латынь или геэз для письма Афан Оромо, Татек, 1972.
- Hirmaata Dubbi Afaan Oromoo. Paris, 1973
- Barra Birraan Barihe. Paris.